# Free the Nipple
Free the Nipple är en amerikansk film från 2014, regisserad av Lina Esco med manus av Hunter Richards. Esco skapade filmen för att ge uppmärksamhet åt frågor kring jämställdhet och för att skapa debatt kring vad hon uppfattade som “America's glorification of violence and repression of sexuality”. I februari 2014 togs filmen upp för distribution av den Paris-baserade WTFilms.

## Handling
Ledda av Liv (Lola Kirke), lanserar en armé av passionerade kvinnor en revolution under slagordet "Free the Nipple" för att avkriminalisera kvinnlig topless. Baserat på sanna händelser invaderar en stor mängd topplösa kvinnor, med stöd av advokaterna First Amendment, graffiti-installationer och nationella publicitets-stunts, New York för att protestera mot censur, hyckleri och för att främja jämställdhet i lag och kultur i USA.

## Medverkande
- Casey LaBow som Cali
- Monique Coleman som Roz
- Zach Grenier som Jim Black
- Lina Esco som With
- Lola Kirke som  Liv
- Michael Panes som Lawyer
- John Keating som Kilo
- Griffin Newman som Orson
- Leah Kilpatrick som Elle
- Jen Ponton as Charlie
- Liz Chuday som Blogger Liz
- Sarabeth Stroller som Pippy
- Janeane Garofalo som Anouk

## Stöd för filmen
Miley Cyrus, som hade samarbetat med Lina Esco I LOL, stödde filmen och kravet på “woman's right to bare a nipple in public”. Stöd för filmen gavs också av Rumer Willis, Nico Tortorella, Lydia Hearst, Giles Matthey, Cara Delevingne, och Russell Simmons.